# Liste der Baudenkmale in Kobrow
In der Liste der Baudenkmale in Kobrow sind alle Baudenkmale der Gemeinde Kobrow (Landkreis Ludwigslust-Parchim) und ihrer Ortsteile aufgelistet (Stand: Januar 2021).

## Kobrow I
| ID | Lage                  | Bezeichnung     | Beschreibung | Bild |
| -- | --------------------- | --------------- | ------------ | ---- |
|    | Dorfstraße 11 (Karte) | Wohnhaus        |              |      |
|    | Dorfstraße 14 (Karte) | Schule, ehem.   |              |      |
|    | (Karte)               | Friedhof Glocke |              |      |

## Kobrow II
| ID | Lage                            | Bezeichnung  | Beschreibung                                | Bild |
| -- | ------------------------------- | ------------ | ------------------------------------------- | ---- |
|    | Bundesstraße 192                | Meilenstein  | Der Meilenstein befindet sich an der B 192. |      |
|    | Sternberger Chaussee 13 (Karte) | Chausseehaus |                                             |      |

## Dessin
| ID | Lage                | Bezeichnung | Beschreibung | Bild     |
| -- | ------------------- | ----------- | ------------ | -------- |
|    | Hofstraße 1 (Karte) | Gutshaus    |              | Gutshaus |

## Wamckow
| ID | Lage       | Bezeichnung                                   | Beschreibung             | Bild                                          |
| -- | ---------- | --------------------------------------------- | ------------------------ | --------------------------------------------- |
|    | Dorfplatz  | Kirche mit Glockenstuhl, Grabstelle von Bülow | Grabstelle für von Bülow | Kirche mit Glockenstuhl, Grabstelle von Bülow |
|    | Dorfstraße | Gemeindehaus                                  |                          |                                               |
|    | Dorfstraße | Schlauchturm                                  |                          | Schlauchturm                                  |